# 毒蝮三太夫のミュージックプレゼント
『毒蝮三太夫のミュージックプレゼント』（どくまむしさんだゆうのミュージックプレゼント）は、TBSラジオで1969年10月6日から放送されている公開生放送のラジオ番組である。2019年10月11日の放送で50周年を迎えた長寿番組。パーソナリティは開始当初から、毒蝮三太夫が務めている。ラジオクラウドでの聴取が可能である。
本項では、2016年4月から2018年3月まで平日の同じ放送枠で金曜日のみ放送された音楽番組『高橋芳朗のミュージックプレゼント』についても記述する。

## 概要
毒蝮三太夫が店舗や会社・工場などを訪問し、スタジオのワイド番組のパーソナリティや訪問先に集まった観衆らとトークを行う。冒頭では数分間、毒蝮がスタジオのパーソナリティ、ゲストとトークを行い、その後に観衆の中に入るという形が多い。稀に、台風接近時や訪問先の事情で中継できないため、急遽スタジオから放送する事もある。
観衆は高齢者が多く、毒蝮は「ジジイ」「ババア」などと親しみと毒を込めて呼ぶ。
平日10:30枠を当番組の枠として押さえた当初、パーソナリティは当時、文化放送で放送されていた平日午後のワイド番組『ダイナミックレーダー〜歌謡曲でいこう!〜』内の中継コーナー「午後2時の男」などで人気を博していた月の家圓鏡（後の八代目橘家圓蔵）を想定しオファーをしたが、圓鏡は「お世話になった文化放送は裏切れない」として断り、パーソナリティ候補として上がったのが、毒蝮だった。
｢ミュージックプレゼント｣のタイトルを名付けたのは、当時TBSラジオ制作部長の白井明と、副部長でプロデューサーの松沢良昌。
開始当初は「本店」と呼ばれる商店を舞台にしたストーリー設定があった。番組名の通り音楽リクエストを扱うコーナー「本店からこんにちは」が内容の主軸で、「本店」の店主役を担当していた近石真介がリスナーからのハガキを読んでリクエスト曲を流していた。御用聞きの役回りである毒蝮の中継はその合間に流されるものだった。当番組が『こんちワ近石真介です』に内包されてからは、上記の設定は無くなり、現在は音楽こそかけるものの、トークが番組の主眼になっている。観衆の中から1人ないし2人を選んでリクエストを受けるが、毒蝮と客との会話が盛り上がり、リクエスト曲がBGM程度にしかかからないことも頻繁にある。また、東食がスポンサーだった時代は記念品として東食食品グループの製品を観衆にプレゼントしていた。
この番組のチーフディレクターによれば、「蝮さんは下町育ち。ご近所付き合いというか、人に構う、というのが日常生活にあった方。その“蝮さんの日常”をたまたまマイクが拾っている、というのがこの番組。でも、出演いただいた街の方やリスナーの皆さんとっては、それが“非日常”として楽しんでいただけているんだと思います」と話している。
1970年10月からスポンサーは東食だったが、1997年12月18日に会社更生法の適用を申請し、事実上、経営破綻した（カーギルに支援され日本法人・カーギルジャパンとなる）。その日のうちにTBSラジオの幹部が集まり、話し合いがもたれた結果「ミュージックプレゼント、続行」と決定が下された。はぶ三太郎によれば、「マムシ師匠はそれがうれしかったんです。」としたうえで、「もし『結論を二、三日待ってくれ』といわれれば『なら、もういいか』と投げ出していたでしょう。スポンサーに対して、特に恩義に感じるタイプですからね。『30年近くお世話になった東食さんがツブれたんなら、オレも引き際かも』と考えていたはずです。」と述べている。
しかし、冠スポンサーが降りるとなれば、新しい冠スポンサーを見つけなければならず、第1候補として流通が挙がった。当初はイトーヨーカドーが候補に挙がったものの、当時『森本毅郎・スタンバイ!』のコーナー「現場にアタック」を提供していたため、グループ会社のヨークマートが急浮上、そのまま冠スポンサーとして、ヨークマートが就くことになった。なお、ヨークマートの当時の社長は毒蝮のファンだったことも好都合だったという。
2016年4月、長年内包されていた『大沢悠里のゆうゆうワイド』の終了に伴い、内包先が『ジェーン・スー 生活は踊る』に移行し、毒蝮の出演は月曜日から木曜日となった（後述）。
2018年3月12日、4月より『金曜たまむすび』（進行：外山惠理・玉袋筋太郎）の枠に移る予定が発表され、4月6日から週1回の『たまむすび』内包へ移行した。
2020年3月6日放送で、『金曜たまむすび』内包を4月より『土曜ワイドラジオTOKYO ナイツのちゃきちゃき大放送』に月1回の内包へと移行することが発表された。4月25日、「ちゃきちゃき大放送」内でのオンエアが開始された。2023年10月からは『金曜ワイドラジオTOKYO えんがわ』へ内包し、「ラジオTOKYOリメイク」にて引き続き月1回の放送を行う。

### 放送時間・内包ワイド番組・スタジオの相手役の変遷
放送時間は「ラジオ東京スピリッツ～TBSラジオ開局60周年～」（アーカイブ）掲載の番組表を参照に記述。
| 期間       | 期間      | 内包ワイド番組名                                                                  | コーナーの放送時間             | 平日ワイド番組の相手役                                             | 土曜ワイドラジオTOKYOシリーズの相手役 |
| ---------- | --------- | --------------------------------------------------------------------------------- | ------------------------------ | ------------------------------------------------------------------ | ------------------------------------- |
| 1969.10.6  | 1971.10.2 | （単独番組として放送）                                                            | 月曜 - 土曜 10:30 - 11:00      | 近石真介                                                           | （開始前）                            |
| 1971.10.4  | 1972.4.15 | こんちワ近石真介です（第1期、月曜 - 土曜）                                        | 月曜 - 土曜 10:30 - 11:00      | 近石真介                                                           | （開始前）                            |
| 1972.4.17  | 1975.3.29 | こんちワ近石真介です（平日） 永六輔の土曜ワイドラジオTokyo（土曜）                | 月曜 - 土曜 10:30 - 11:00      | 近石真介                                                           | 永六輔 遠藤泰子                       |
| 1975.3.31  | 1978.3.25 | こんちワ近石真介です（平日） 三國一朗の土曜ワイドラジオTokyo（土曜）              | 月曜 - 土曜 10:30 - 11:00      | 近石真介                                                           | 三國一朗 遠藤泰子→岩崎直子            |
| 1978.3.27  | 1980.10.3 | こんちワ近石真介です（平日） 久米宏の土曜ワイドラジオTOKYO（土曜）                | 月曜 - 土曜 10:30 - 11:00      | 近石真介                                                           | 久米宏 石井和子                       |
| 1980.10.5  | 1981.1.26 | うきうきワイド こんにちワ神谷明です（平日） 久米宏の土曜ワイドラジオTOKYO（土曜） | 月曜 - 土曜 10:30 - 11:00      | 神谷明                                                             | 久米宏 石井和子                       |
| 1981.1.28  | 1981.10.2 | うきうきワイド こんにちワ神谷明です                                               | 平日 10:30 - 11:00             | 神谷明                                                             | （放送なし）                          |
| 1981.10.5  | 1983.4.7  | The Radio お元気ですか土居まさるです                                              | 平日 10:30 - 10:50             | 土居まさる                                                         | （放送なし）                          |
| 1983.4.11  | 1985.4.4  | こんちワ近石真介です（第2期）                                                     | 平日 10:30 - 10:50             | 近石真介                                                           | （放送なし）                          |
| 1985.4.8   | 1986.4.4  | スーパーワイドぴいぷる 村野武憲のいきなりラジオ（木曜日、1985.4.11 - 10.3）       | 平日 10:30 - 11:00             | 日替わり （1985年10月に入れ替え、同番組の項を参照）                | （放送なし）                          |
| 1986.4.7   | 2016.4.8  | 大沢悠里のゆうゆうワイド                                                          | 平日 10:26 - 10:51             | 大沢悠里 曜日パートナー（同番組の項を参照）                        | （放送なし）                          |
| 2016.4.11  | 2018.3.29 | ジェーン・スー 生活は踊る                                                         | 月曜 - 木曜 11:23 - 11:38      | ジェーン・スー 曜日パートナー（TBSアナウンサー、同番組の項を参照） | （放送なし）                          |
| 2018.4.6   | 2020.3.27 | 金曜たまむすび                                                                    | 毎週金曜 14:00 - 14:24         | 外山惠理 玉袋筋太郎                                                | （放送なし）                          |
| 2020.4.25  | 2023.9.30 | 土曜ワイドラジオTOKYO ナイツのちゃきちゃき大放送                                  | 毎月最終土曜 10:00 - 10:25     | （放送なし）                                                       | ナイツ 出水麻衣                       |
| 2023.10.20 |           | 金曜ワイドラジオTOKYO えんがわ                                                    | 原則毎月最終金曜 16:00 - 16:30 | 外山惠理 玉袋筋太郎                                                | （放送なし）                          |

#### 放送時間の概説
番組開始時の放送時間は月曜 - 土曜10:30だったが、1981年2月2日より、平日10:30に変更した。その後も、放送時間は平日10:30に固定されていたが、2016年4月11日より2018年3月29日まで『ジェーン・スー 生活は踊る』に内包され、放送時間は月曜 - 木曜11:23に変更した。金曜日の『ミュージックプレゼント』は毒蝮に代わり、高橋芳朗がパーソナリティを務める『高橋芳朗のミュージックプレゼント』に変更した（2016年4月11日から2018年3月30日まで毎週金曜日）。2018年4月6日より『金曜たまむすび』の枠、14:00に移動した。2020年4月より『土曜ワイドラジオTOKYO ナイツのちゃきちゃき大放送』枠内に移動した。2023年10月より『金曜ワイドラジオTOKYO えんがわ』枠内に移動した。

### 腸閉塞による休演
- 2005年12月より「急に食欲が減り胃が張る」という体調の異常に気付き、迎えた大晦日にプライベートで静養中の鎌倉で急に胃の激痛があり、救急車で都内の病院に搬送され診断の結果「腸閉塞」で入院をすることになるが、2006年2月20日より、レギュラー番組である『ミュージックプレゼント』の生中継で仕事に復帰している（生涯でこれほどの大病は初めてだと語る）。
- なお、腸閉塞による入院加療中、レギュラー番組である『ヨークマート ミュージックプレゼント』（当時、ヨークマートはこの番組の冠スポンサーだった）は、ピンチヒッターを招聘し、月曜日は本人が病室より電話での出演、火曜日・木曜日は歌謡司会の玉置宏による『懐かしの昭和歌謡』を放送した（美空ひばり、石原裕次郎、舟木一夫、橋幸夫、島倉千代子、テレサ・テン、ザ・タイガース、ザ・ピーナッツ等といった一日一人｛一グループ｝をテーマに当時のエピソードを朗々と語る）。
  - 同じく水曜日・金曜日は毒蝮の出演時と形態が一緒だが、落語家の三遊亭小遊三がピンチヒッターとしてヨークマートからの中継司会を務めていた（なお、三遊亭小遊三の代わりに、1月13日の中継は落語家の林家いっ平[注 1]が、2月15日は三笑亭夢之助が司会を務めた。ちなみに毒蝮の復帰が決まった2月中旬ごろにヨークマート鎌ケ谷店からの中継の際、司会の小遊三が遅刻をし、放送時間の大半が経過した10:40過ぎに到着するというアクシデントがあり、練馬の自宅からのアクセスが良くなく、申し訳ないと謝罪した。小遊三到着前までは、はぶ三太郎が場を盛り上げていた）。しかし、この番組のチーフディレクターによれば、ピンチヒッターについて「皆さん口々に『蝮さんみたいにはできないよ』と仰っていました。あの（蝮さんの）話芸はやっぱり誰にも真似できないことなんだな、と痛感しました」と当時の様子について話している[5]。

### 番組の歴史
- 1969年10月6日：独立番組『ミュージックプレゼント』（1970年5月の番組表には『TBS950ミュージックプレゼント』と表記。950は1978年11月23日4:59までのAM放送周波数にちなんでラジオカーに当時付けられていた名称「950カー」からで、ラジオカーによる中継番組であることを指す。なお、この番組表にスポンサー名は記されておらず、実際のスポンサーの有無は不明[17]）として放送開始。第1回は東京都練馬区の町工場から中継を行った。
- 1970年：このごろ「ナルサ[注 2]・ミュージックプレゼント」に改題。複数社提供となり、スポンサーの中にはこの時期から東食が入っていた[18]。10月からは東食・同社と取引関係にある関係企業による「東食食品グループ」の単独提供になり、タイトルも『東食ミュージックプレゼント』へ変わる[19]。
- 1971年10月4日：『こんちワ近石真介です』に内包され、以後はワイド番組に内包されるようになる。当時は土曜放送。
- 1972年4月22日：土曜日は『永六輔の土曜ワイドラジオTokyo』に内包。
- 1975年4月3日：土曜日は『三國一朗の土曜ワイドラジオTokyo』に内包。
- 1978年4月8日：土曜日は『久米宏の土曜ワイドラジオTOKYO』に内包。
- 1980年10月6日：『うきうきワイド こんにちワ神谷明です』に内包。
- 1981年
  - 1月31日：土曜放送が終了し、これ以降は平日の放送になる。以降土曜日は「おめでとう結婚記念日」コーナーに移行[注 3]。
  - 10月5日：『The Radio お元気ですか土居まさるです』に内包。
- 1983年4月11日：『こんちワ近石真介です』が再開し、同番組に再び内包。前番組までエンディングだった箇所が交通ニュースに充てられたため放送時間は戻されなかった[20]。
- 1985年4月8日：『スーパーワイドぴいぷる』に内包[注 4]。
- 1986年4月7日：『大沢悠里のゆうゆうワイド』に内包。以後、2016年4月8日の同番組終了[21]まで、同番組内で放送された。
- 1997年12月18日：同日に東食が倒産したことに伴い、冠スポンサーを降板（ただし、「東食食品グループ」として提供していたキーコーヒー・キユーピー・永谷園等取引相手の各企業はスポンサーを継続）。翌12月22日から冠スポンサーを変更し、タイトルも『ヨークマート ミュージックプレゼント』となる。（前述）
- 2006年1月9日：毒蝮が腸閉塞で入院したため、この日の放送から2月20日に復帰するまで、番組を休む（前述）。
- 2007年3月30日：ヨークマート・および東食時代からのスポンサーが降板。これ以降は火曜日がヨークマートとは同業他社にあたるマルエツの提供により、同社店舗からの中継とした『マルエツミュージックプレゼント』として[22]、また他の曜日ではエーザイ提供により同社の内服薬「ナボリン」を冠してドラッグストアを中継先とした『ナボリンミュージックプレゼント』など不定期に冠スポンサーがつくことになり、それがないときは現在に至るまで『毒蝮三太夫のミュージックプレゼント』のタイトルに落ち着く。
- 2011年3月15日：東日本大震災の発生に伴い、3月18日まで街頭中継放送を休止（自粛）し、毒蝮がスタジオから放送した。
- 2014年1月17日：TBSテレビ『ぴったんこカン・カン』に毒蝮がゲスト出演。本番組のロケ（この日は都内の銭湯）の模様が放送された。
- 2016年4月11日：『ジェーン・スー 生活は踊る』に内包。これまで通り、生中継の放送は維持するが、月曜 - 木曜放送に変更した。これは毒蝮が「金曜は休みたい」とする本人の意思によるものである[23]。同日より、放送時間は15分に短縮され、1回分の曲数を2曲から1曲に減らした。2018年3月29日まで、同番組内で放送された。金曜日は高橋芳朗がパーソナリティを務め、『高橋芳朗のミュージックプレゼント』として2018年3月30日まで毎週金曜日に放送された[24]。
- 2018年
  - 3月12日：毒蝮による放送が4月より『金曜たまむすび』枠内になると伝えられた（前述）。
  - 4月6日: この日の放送から『金曜たまむすび』の枠で放送。放送時間は再び25分前後に戻ったが、1回分の曲数は1曲のままとなった。
- 2019年
  - 10月6日：この日で放送50周年を迎えた[25]
  - 10月11日：この日の放送で50周年および放送回数が1万3001回目を迎えた[1][26]。
- 2020年
  - 3月6日：この日の『金曜たまむすび』で、同年4月から『土曜ワイドラジオTOKYO ナイツのちゃきちゃき大放送』内での月1回の内包へと移行されることが発表された[12][27]。
  - 3月20日：『金曜たまむすび』を休止して、特別番組『ラジコフェス2020～私のミュージックプレゼント』が放送された[28]。同番組内で毒蝮の中継を『金曜たまむすび』と同様に、玉袋が経営する「スナック玉ちゃん 赤坂本店」から行い、玉袋・外山と同店に勤務するアマレス兄弟らが出演。同番組パーソナリティの爆笑問題とTBSアナウンサー・皆川玲奈が相手を務めた。なお、同番組の制作者によれば番組全体の「裏テーマは『毒蝮さん愛』」としていた[29]。
  - 4月25日：この日の放送から『ちゃきちゃき大放送』において最終土曜放送。新型コロナウイルス感染症の拡大によりこの日の毒蝮は自宅から電話出演[13][30]。これ以降も当面の間は街頭からの中継を中止して、毒蝮はTBSラジオのスタジオや自らの所属事務所である「まむしプロダクション」の事務所及びその近隣の店舗から出演を行っていた。
- 2022年
  - 4月30日：コロナ禍が落ち着き始めたことから段階的に中継を再開。
  - 7月30日：毒蝮の妻がコロナ陽性判定を受けたことで、毒蝮も濃厚接触者に当たることから出演を見合わせたため休止。『ちゃきちゃき大放送』通常時の中継コーナー「ちゃきちゃきリポートTOKYO潜入大作戦」を放送。
- 2023年
  - 8月26日：この日の『ちゃきちゃき大放送』にて、『金曜ワイドラジオTOKYO えんがわ』への移動を発表。
  - 9月30日：この日をもって『ちゃきちゃき大放送』での放送を終了。
  - 10月20日：この日より『えんがわ』での放送を開始。

### 事前収録・特別企画
- 毒蝮のスケジュールの都合および休暇時（主に夏休みと年末年始）は事前に収録したものを放送していた。この場合、大沢が「生放送風録音」や「録音生風」と称して毒蝮との掛け合いをうまく入れていた[31]。
- しかし、『ジェーン・スー 生活は踊る』になってからは、夏休みと正月は事前収録という形で、TBSのスタジオで収録された毒蝮と番組のメンバーによるトークを放送[32][33]。一方で年末の放送については年内最終放送まで生中継を行った[34][35]。
- 放送開始以来、毎年クリスマス前後の中継では、毒蝮が自作の童話『来なくてよかったサンタクロース』を披露するのが恒例となっている[36][注 5]。

## 番組内での使用音楽

### ジングル
｢ゆうゆうワイド｣に内包されていた当時、当番組も『ゆうゆうワイド』で用いられているジングルでスタートとなっていた。｢ゆうゆうワイド｣のうち当番組で使用されるジングルについては毒蝮自身が歌っていた。
1. 「おっ、おっ、さっ、わっ、ゆうりのーゆうゆうわいどーっ。軽いねこりゃ、毒蝮だよ」
2. 「おおさわーゆうりのーゆうゆうわいどーっ。さわやかだねぇー。まむちゃんみたい」
3. 「おおさわゆうりのーゆうゆうわいどーっ。うまいねぇーまむちゃんよ」
4. 「おおさわゆうりのーゆうゆうわーいーどーっ。カーネギーホールだな、こりゃー」

- 以前、ジングルの用意が間に合わなかったためか中継先の毒蝮が即興でその節を歌ったことがあるが、その時は最後に「マムシだー」と叫んだ。
- ジングルの後に以下のような音声が流されることがある。いずれも過去の放送でのものである。
  - 「おたけさーん」
  - 「ドクマ@#★%’?!$　€＊P‘￥!&…」（金曜日にかかる可能性大）
  - 「どっくまむし! 毒蝮!!」と子供達が連呼した後、「まーむちゃーん」と言う声
  - 「行け行けまむしっ!　フレッフレッまむしっ!　わーーー」という女子学生ソフトボール部の応援声出し風のジングル（昭和の時代に、当時の同好会の習志野の女子学生から収録した）
  - 「何歳なの?」「2歳4か月!」（前述）※その後、再び彼女が番組に登場したときには「秘密!」と言っていた。
  - 「お主時間守れよ、ウヒヒヒヒー」
  - 「いいお種をいただこうと思って」「お種をいただきたい？ おい、誰か布団敷けそこへ！」
  - 「まむちゃん。今度一緒に寝よ」
  - 「あ、まむしさん。72歳なのに元気よね」
  - 「おいくつ」「82歳です」すかさず別の人が「3（83歳）でしょ」
  - （幼児に）「いくちゅ（何歳）」「ひみちゅ（秘密）」「もう一回聞こう。いくちゅ」「ひみちゅ」
  - 「本日の試合のバッテリーをお知らせ致します。ピッチャー、毒蝮。ピッチャー、毒蝮」「打てそうもないよ…」
  - 「悠里さんいつまでも元気で長生きしてね。みちよさんどうして歌ヒットしないの?」[注 6]
- 他にも、毒蝮による「腸閉塞の歌」の一部が流れることもある。

### テーマ曲
- Edmundo Ros and His Orchestra『Whipped Cream』

## 当番組における毒蝮の主な語録
- 「汚ねえババア（ジジイ）だな」[37]
- 「くたばり損ないのババア（ジジイ）」[38]
- 「ババア（ジジイ）、まだ息してっか?」[38]
- 「死ぬのを忘れちゃったんじゃねえのか?」[39]
- 「○○みてえな顔しやがって」[40]
- 「俺に会うからって、その顔は化粧品無駄に使ったってどうにもならないぞ」[37]
- 「きったねえ店だね。ちゃんと客くんのか?」[41]
- 「店はきれいなのに、客はみんな汚ねーなー」[42]
- 「暇なジジイとババアばっかり集まってるよ」[42]
- 「○○愛しているよって言ってやれ」 - 妻または夫持ちの観覧客に対して[43]。
- 「○○ちゃんと言ったらマムちゃんって言うんだよ」：「ハイ」と返答されると「ハイじゃねえだろ」と言い返す[44]
- 「○○駅から歩いて3日」：中継先が最寄り駅から遠い場合に言う[45]
- 「あと2、3年（2・3日、2・3時間）は大丈夫だな」：歳を聞いた時に高齢の人に対して言う。「もう先はねーなー」「もう長いことないよ」と言うことも[46]
- 「南無阿弥陀仏、南無阿弥陀仏……」：老人に向かって言うケースが多い。この後に「御親戚の方からどうぞ」などと言うこともある[46]。
- 「お前が殺したのか?」：身内などで亡くなった人の話をした観覧客に対して[47]。
- 「俺のこと知ってる? 木村拓哉って言うんだよ」[48]：時々、田村正和、東山紀之、堂本剛に人物名が変わったこともある[49]
- 「日本の将来は任せろ、って言えよ」：主に子供に対して[50]
- 「この放送は北は北千住から、南は南千住まで、TBSを中心にお送りしました。……N・H・K」：地名のくだりは時々、北朝霞、南越谷などに変わったこともある[51]。
- 「今日はあったかいな、どっかが火事なのか?」[52]
- 「ちょっとおっぱい触ります」：妊婦のお腹をさすって安産祈願した後、どさくさまぎれに胸にタッチする前にする発言[53]。

### ｢ババア｣発言のきっかけ
｢東食ミュージックプレゼント｣時代の当初は毒蝮がお年寄りを「ババア」と呼ぶことはなかった。1973年8月に毒蝮の母親が死去した際、葬儀の席で母親の遺影を前にした毒蝮は子供のように泣きじゃくったという。その後1週間番組を休んだ後に復帰した毒蝮は、中継場所でやたら元気に大声でしゃべるお婆さんと出会うが、母親を亡くしたばかりの悲しみと元気なお年寄りへの羨ましさとが入り混じった複雑な感情も手伝ってしまい、思わず「憎らしいくらい元気なババアがいる」「ババア、まだ生きてやがって。オレのオフクロは死んじまったというのに、こっちはなんて元気なババアなんだ」と発言してしまった。
番組には抗議の電話が殺到したものの、当時、内包していたワイド番組『こんちワ近石真介です』のパーソナリティを務めていた近石真介は「本当に元気なババアだったらババアでいいじゃないか」と毒蝮を擁護し、謝罪を拒否。近石は、毒蝮と一緒に番組を降板することまで覚悟していたということだったが、それに対して番組スタッフもこのままの路線で行くことを決め、当時のスポンサー・東食もGOサインを出した。つまり、暴走する毒蝮に極力制限を加えない路線を選択したわけである。結果的にこの決断が、番組のターニングポイントとなった。この時、抗議と同時に寄せられた「ババア」発言を支持するリスナーからの声に励みを得たと毒蝮は語っている。
その毒蝮は、2023年に「70歳からの人生相談」という書籍を出版した際に行われたインタビューで、この「ババア」発言について「最初に言った時はそりゃあ、周りは凍りつきましたよ。ただ、言われて喜ぶ人にしか言っていない。それに、これは俺だけのシーンだよ。他の人には『言ったらダメ』だって、東京の若い芸人や大阪から来る吉本の芸人にもちゃんと言う。まあ、伝統芸能でね、俺だけのものだから。うかつに言ったら、クビになっちゃうからね」と笑いながら話している。
それに、この番組のチーフディレクターによれば、「それが今では、『ジジイババア』と言われたいリスナーが集まってくる。それは、蝮さんだからこその空気感、人柄のなせる業だと思います。」とも話している。

## 書籍・ビデオ
- ラジオの鉄人 毒蝮三太夫（山中伊知郎著、1999年、風塵社、ISBN 978-4938733728）
- マムちゃんが行く!（番組30周年記念ビデオソフト）
- 元気になる毒蝮三太夫語録（山中伊知郎著、2012年、山中企画、ISBN 978-4434172595）
- こなくてよかったサンタクロース（絵・塚本やすし、2021年、ニコモ、ISBN 978-4910593739）

## 高橋芳朗のミュージックプレゼント
『高橋芳朗のミュージックプレゼント』（たかはしよしあきのミュージックプレゼント）はTBSラジオで、2016年4月15日から2018年3月30日まで毎週金曜に放送されていた生放送の音楽番組。『毒蝮三太夫のミュージックプレゼント』が平日から、月曜日 - 木曜日に縮小になったことにより、金曜日の番組として始まった。本番組を内包する『ジェーン・スー 生活は踊る』の選曲監修を担当する音楽ジャーナリストの高橋芳朗がパーソナリティを務めた。
テーマ曲は『毒蝮三太夫のミュージックプレゼント』と同じ「Whipped Cream」を使用した。
同名の番組だが、毒蝮とは趣を異にしている。番組タイトルに沿い、洋楽を中心に「音楽」を特集する番組となっており、TBSラジオのスタジオで、『生活は踊る』の出演者であるジェーン・スー、堀井美香とトークを繰り広げる形式となった。
毒蝮の週一縮小・『たまむすび』への移動に伴い、2018年3月をもって『ミュージックプレゼント』としての放送は終了。高橋は翌4月から同じ金曜12時台後半コーナー『スーさん、これいいよ』のレギュラーゲストとして出演を継続する。